# Флаг Усть-Кубинского района
Флаг Усть-Ку́бинского района — официальный символ Усть-Кубинского муниципального района Вологодской области Российской Федерации.
Утверждён 26 ноября 2001 года и внесён в Государственный геральдический регистр Российской Федерации под номером 977.

## Описание
Представляет собой полотнище с отношением ширины к длине 2:3, несущее изображение фигур и цветов полей герба в упрощённой версии.

## Обоснование символики
Жёлтая рысь символизирует местную фауну.
Зелёный цвет полотнища символизирует обилие лесов в районе и лесную промышленность, сельское хозяйство, а также процветание, стабильность.
Синяя полоса символизирует озеро Кубенское и реку Кубена, давшей название району.
Два перекрещённых белых якоря символизируют речной порт Устье. Также якорь символизирует надежду.
Жёлтый крест напоминает о сказании об основании монастыря на острове Каменном. Ладью князя Глеба Васильковича в 1260 году озёрный шторм выбросил на клочок земли среди бурных волн. Возблагодарив Бога за чудесное спасение, Глеб дал обет построить там монастырь — Спасо-Каменный. Также крест символизирует просвещение, является символом христианской веры и Церкви, а также древним знаком власти.
Зелёный цвет символизирует новый рост, плодородие, природу, радость.
Синий цвет (лазурь) символизирует красоту, мягкость, величие.
Жёлтый цвет (золото) символизирует прочность, богатство, величие, интеллект, прозрение.
Белый цвет (серебро) символизирует простоту, совершенство, мудрость, благородство, мир, взаимосотрудничество.